# Kalvsjön (Sillhövda socken, Blekinge)
Kalvsjön är en sjö i Emmaboda kommun i Blekinge och ingår i Lyckebyåns huvudavrinningsområde. Sjön har en area på 0,0779 kvadratkilometer och ligger 107,1 meter över havet. Sjön avvattnas av vattendraget Lyckebyån.

## Delavrinningsområde
Kalvsjön ingår i det delavrinningsområde (626366-148521) som SMHI kallar för Inloppet i Kalvsjön. Medelhöjden är 112 meter över havet och ytan är 6,4 kvadratkilometer. Räknas de 32 avrinningsområdena uppströms in blir den ackumulerade arean 572,16 kvadratkilometer. Avrinningsområdets utflöde Lyckebyån mynnar i havet. Avrinningsområdet består mestadels av skog (66 procent) och öppen mark (18 procent). Avrinningsområdet har 0,37 kvadratkilometer vattenytor vilket ger det en sjöprocent på 5,8 procent.